# Bala Qəcər
Bala Qəcər è un comune dell'Azerbaigian situato nel distretto di Bərdə. Conta una popolazione di 797 abitanti.